# Jesse Kongos
Jesse Kongos (Londra, 29 giugno 1983) è un batterista e cantante sudafricano naturalizzato statunitense, membro del gruppo Kongos.

## Biografia
Figlio del cantautore sudafricano John Kongos e di madre statunitense, Jesse nasce a Londra il 29 giugno 1983, ed è il secondo di quattro fratelli (John, Dylan e Daniel).
Si trasferisce in Sudafrica con la sua famiglia quando aveva 4 o 5 anni, dove presto si avvicina alla musica attraverso il pianoforte (come i fratelli). Dopo essersi nuovamente trasferito con la famiglia, questa volta a Phoenix negli Stati Uniti, passa dal pianoforte alla batteria, e intorno al 2001 inizia ad esibirsi in progetti di musica jazz insieme al fratello John alle tastiere.
Nel 2004, quando i restanti fratelli avevano raggiunto un'età più matura per poter far parte di una band (seppur giovanissimi), i quattro si uniscono e fondano i Kongos.
Così come i fratelli, Jesse è in grado di suonare più strumenti: oltre alla batteria e al pianoforte, sa suonare le tastiere e la chitarra (quest'ultima suonata anche dal vivo durante alcuni live acustici). Prima dell'album Egomaniac, a partire dal quale tutti i membri del gruppo condividono il canto, Jesse è stato l'unico a prestare la voce solista in alcuni brani oltre al fratello Dylan, da sempre cantante principale. Sebbene i quattro condividano in maniera più o meno equa la composizione musicale dei brani (fatta eccezione per Daniel, meno prolifico dei fratelli), inizialmente Jesse scriveva una quantità di testi maggiore rispetto agli altri.

### Vita privata
Vive a Phoenix ed è sposato con Rachel, sua compagna storica: la coppia ha un figlio nato nel 2016.

## Discografia

### Con i Kongos
- 2007 – Kongos
- 2012 – Lunatic
- 2016 – Egomaniac
- 2019 – 1929, Pt. 1
- 2019 – 1929, Pt. 2
- 2022 – 1929, Pt. 3